# Lijst van voetbalinterlands Bulgarije - Oekraïne (vrouwen)
Deze lijst van voetbalinterlands is een overzicht van alle officiële voetbalinterlands tussen de nationale vrouwenteams van Bulgarije en Oekraïne. De landen hebben tot nu toe zeven keer tegen elkaar gespeeld.

## Wedstrijden
| № | Plaats    | Datum             | Competitie                          | Wedstrijd            | Uitslag |
| - | --------- | ----------------- | ----------------------------------- | -------------------- | ------- |
| 1 | onbekend  | 16 september 1995 | EK 1997 kwalificatie                | Bulgarije − Oekraïne | 0 − 1   |
| 2 | onbekend  | 19 mei 1996       | EK 1997 kwalificatie                | Oekraïne − Bulgarije | 2 − 1   |
| 3 | Varna     | 2 april 2002      | Albena Cup                          | Bulgarije − Oekraïne | 0 − 1   |
| 4 | Albena    | 8 april 2006      | Albena Cup                          | Bulgarije − Oekraïne | 1 − 2   |
| 5 | Alanya    | 22 februari 2022  | Turkish Women's Cup 2022            | Oekraïne − Bulgarije | 2 − 0   |
| 6 | Kardzjali | 23 februari 2024  | UEFA Women's Nations League 2023/24 | Bulgarije − Oekraïne | 0 − 4   |
| 7 | Antalya   | 27 februari 2024  | UEFA Women's Nations League 2023/24 | Oekraïne − Bulgarije | 3 − 0   |

## Samenvatting
| Competitie                  | Totaal gespeeld | Winst Bulgarije | Gelijk | Winst Oekraïne | Doelsaldo Bulgarije – Oekraïne |
| --------------------------- | --------------- | --------------- | ------ | -------------- | ------------------------------ |
| EK-kwalificatie             | 2               | 0               | 0      | 2              | 1 − 3                          |
| UEFA Women's Nations League | 2               | 0               | 0      | 2              | 0 − 7                          |
| Albena Cup                  | 2               | 0               | 0      | 2              | 1 − 3                          |
| Turkish Women's Cup         | 1               | 0               | 0      | 1              | 0 − 2                          |
| Totaal                      | 7               | 0               | 0      | 7              | 2 − 15                         |